# Pacte de Lestrove

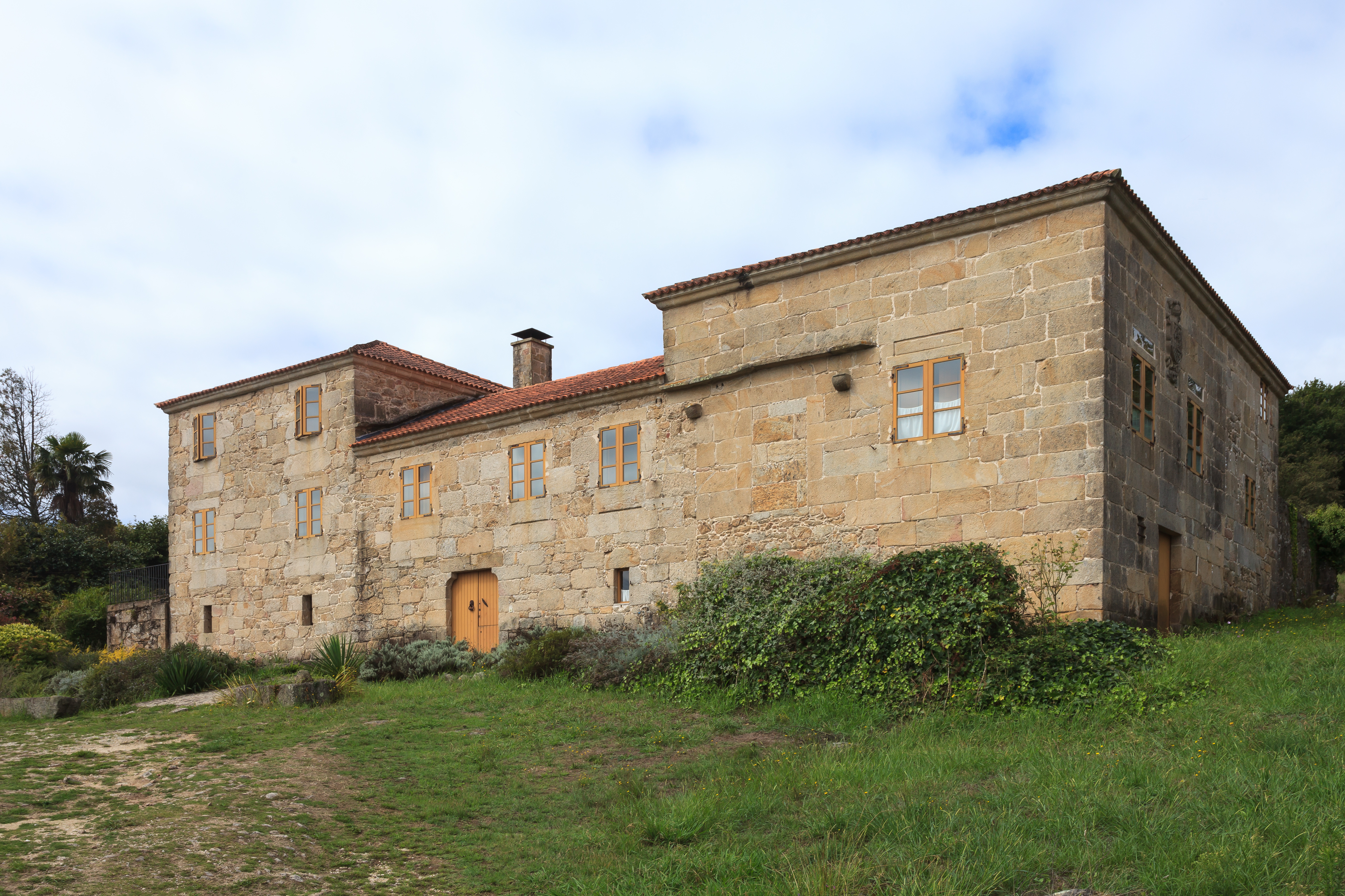
Pazo de Hermida

El pacte de Lestrove va ser una reunió política que va tenir lloc el dia 26 de març de 1930 al pazo d'Hermida situat en la localitat corunyesa de Lestrove entre polítics galleguistes i republicans gallecs. A la reunió van assistir unes cinquanta persones, pertanyents a l'ORGA (dirigida per Santiago Casares Quiroga, radicals (el líder dels quals a Galícia era Santiago Abad Conde), federals i radical-socialistes i el resultat va ser la creació de la Federación Republicana Gallega, en la qual es van integrar els partits participants, amb l'objectiu de la proclamació d'un règim republicà i la consecució d'un estatut d'Autonomia per a Galícia. La reunió va acordar també enviar A Santiago Casares Quiroga, líder de la ORGA, com a representant de la Federació en la reunió del Pacte de Sant Sebastià. D'aquesta reunió, Casares Quiroga va sortir enormement enfortit com líder del republicanisme gallec.